# Alfar romano de La Maja
Alfar romano de La Maja (Pradejón, La Rioja). La Maja es el nombre de un yacimiento arqueológico situado en el municipio riojano de Pradejón, en la comarca de la Rioja Baja. Se trata de un alfar de época romana alto-imperial (finales del siglo I a. C. - finales del siglo II d. C), que tuvo su mayor esplendor durante el s. I d. C.  Hasta la fecha se han encontrado varias estructuras de grandes dimensiones, así como un amplio número de piezas de cerámica.

## Localización
El alfar de la Maja se encuentra situado a unos cuatro kilómetros de Calahorra, pero en el término municipal de Pradejón, pues fue cedido por los calagurritanos, junto con otras tierras consideradas de mala calidad, a sus vecinos de Pradejón en el siglo XIX. Durante el alto imperio, el municipio romano de Calagurris tuvo una gran importancia. Cabe señalar, así mismo, que la zona en la que se asienta Calahorra presenta un tipo de arcilla de buena calidad que impulsó la instalación de una industria de alfarería en esta zona.

## Etimología
Según la tradición popular, el entorno donde se encuentra el yacimiento recibió el nombre de La Maja por una mujer, originaria del municipio de Pradejón, que vivió allí en el siglo XIX.

## Historia del yacimiento
En los años setenta un agricultor, desconociendo la presencia del yacimiento, allanó con su tractor el terreno donde se encontraba el alfar. En aquellos momentos se eliminaron una serie de tres montículos que investigaciones posteriores demostraron que correspondían a hornos de cerámica. Por desgracia, en los últimos años se han producido una serie de robos que han despojado al yacimiento de piezas, únicas e irrepetibles, que dificultan un conocimiento profundo de este enclave.
Las primeras investigaciones fueron realizadas en los años cincuenta por el maestro nacional Pedro González Achútegui, que realizó la primera recogida de piezas. En la actualidad estas se encuentran en los fondos del museo de la catedral de Calahorra. Pocos años más tarde, en 1964, José María Solano Antoñanzas recogió otro gran número de piezas de cerámica, que fueron publicadas en su libro Etnología de Pradejón. A partir de los años ochenta, el profesor Antonino González Blanco comenzó una serie de campañas de excavación, en las que exhumó parte de los hornos de los que se conservaba la parrilla y una pequeña carga de cerámica de la última cocción. Estos hornos, en concreto tres, presentaban una planta cuadrada de diferente tamaño. En 1995 se descubrió otro horno destinado a la fabricación de vidrio. También se han hallado dependencias destinadas al amasado y al secado de vajillas, así como un vertedero; y, por supuesto, una serie de herramientas que han permitido conocer de forma más detallada tanto el proceso como las diversas técnicas y las condiciones de fabricación.
Las investigaciones posteriores han demostrado que varios de los hornos poseían conducciones de agua, que estaban abastecidas por el acueducto que suministraba el agua a Calagurris. También han probado que en este alfar trabajó Cayo Valerio Verdulo, un alfarero y comerciante de gran importancia, del que han aparecido un amplio número de piezas que poseen su firma.

## Los hallazgos
La gran cantidad de piezas encontradas (672) se pueden distribuir en tres grupos muy característicos: 
1. a) Cerámica común: morteros, platos, cuencos de varios tamaños, jarras, tapaderas y botellas, entre otros
2. b) Cerámica engobada: vasos con paredes finas y decoradas, cuencos con o sin decoración, jarras lisas y con decoración de molde
3. c) Cerámicas no producidas en el alfar, como terra sigillata aretina, hispánica y negra.

También se han encontrado piezas quemadas o deformadas. 
En cuanto a las técnicas de producción, cabe señalar que las piezas estudiadas fueron realizadas a torno; algunas están compuestas por varios fragmentos que se unían con barbotina,  como las botellas o los cuencos trípodes. La cocción de las piezas fue oxidante y el color de las pastas fue fruto de un proceso de reoxidación final.